# Titularbistum Bisarcio
Bisarcio ist ein Titularbistum der römisch-katholischen Kirche. 
Es geht zurück auf einen antiken Bischofssitz in der gleichnamigen Stadt, die sich in der römischen Provinz Sardinia et Corsica bzw. Sardinia in Sardinien befand. 
| Titularbischöfe von Bisarcio |                          |                                      |                    |                  |
| Nr.                          | Name                     | Amt                                  | von                | bis              |
| 1                            | Mario Francesco Pompedda | Kurienerzbischof                     | 29. November 1997  | 21. Februar 2001 |
| 2                            | Giampaolo Crepaldi       | Kurienerzbischof                     | 3. März 2001       | 4. Juli 2009     |
| 3                            | Mario Toso SDB           | Kurienbischof                        | 22. Oktober 2009   | 19. Januar 2015  |
| 4                            | Jorge Cuapio Bautista    | Weihbischof in Tlalnepantla (Mexiko) | 4. März 2015       | 14. August 2021  |
| 5                            | Ramón Salazar Estrada    | Weihbischof in Guadalajara (Mexiko)  | 18. September 2021 |                  |